# 97 Tauri
97 Tauri (i Tauri) é uma estrela na direção da Taurus. Possui uma ascensão reta de 04h 51m 22.41s e uma declinação de +18° 50′ 23.8″. Sua magnitude aparente é igual a 5.08. Considerando sua distância de 189 anos-luz em relação à Terra, sua magnitude absoluta é igual a 1.27. Pertence à classe espectral A7IV-V. É uma estrela variável Delta Scuti. Possui planetas confirmados. Faz parte do aglomerado aberto Híades.